# Den Russiske Revolution 1905
Den Russiske Revolution 1905, også undertiden kendt som den første russiske revolution, var en bølge af blodige politiske protester og sociale opstande i Det Russiske Kejserrige i 1905.
En af de primære årsager til opstanden og revolution i 1905 var den russisk-japanske krig (1904-1905), hvor Det Russiske Kejserrige havde lidt forskellige ydmygende nederlag på slagmarken, og hvor krigen havde øget presset på det russiske samfund.
Urolighederne brød ud i Sankt Petersborg den 22. januar 1905 – en dag, der senere blev kendt som Den Blodige Søndag. En bølge af politiske og sociale opstande begyndte herefter at sprede sig gennem store dele af kejserriget. Dette omfattede bl.a. arbejdsnedlæggelse og strejker, bondeuroligheder, militærmytteri og dannelse af græsrodsforsamling og arbejderråd (sovjetter). Der var ingen formel og entydig leder af revolutionen, ligesom denne heller ikke havde et entydigt og klart defineret mål. Revolutionens vrede var dog primært rettet mod zaren, adelen og den herskende klasse i Det Russiske Kejserrige.
Til trods for revolutionen og de dertilhørende uroligheder lykkes det zar Nikolaj 2. at fastholdte magten og tronen. Han var dog samtidig nødsaget til at give en række indrømmelser i forhold til demokratisering af landet, hvor en række reformer blev vedtaget, blandt andet etableringen af Statsdumaen, et flerpartisystem, en lempning af censuren og vedtagelse af den russiske forfatning af 1906. Dumaens magt var dog stærkt begrænset, og Nikolaj 2. bibeholdte den regerende magt i landet.
Det eksisterer en udbredt historisk forståelse om, at 1905-revolutionen satte scenen for de efterfølgende russiske revolutioner i 1917. Vladimir Lenin kaldte benævnte derfor også senere 1905-revolutionen som "Den store generalprøve", uden hvilken "oktoberrevolutionens sejr i 1917 ville have været umulig".

## Baggrund
En af de primære årsager til opstanden og revolution i 1905 var den russisk-japanske krig (1904-1905), hvor den kejserlige russiske flådes og de øvrige russiske styrkers katastrofale nederlag var et knæk i den russiske selvforståelse og et nederlag for Det Russiske Kejserrige, der øgede den interne utilfredshed i landet og gav grobund for yderligere uro. Ud over det militære nederlag havde krigen også øget presset på det russiske samfund og medført stigende priser på blandt andet fødevarer.

## Forløb

### Den Blodige Søndag
Uroen ulmede og kulminerede i, at præsten George Gapon den 22. januar 1905 førte et optog med mere end 200.000 deltagere mod Vinterpaladset i Sankt Petersborg, for at få Nikolaj 2. til at gribe ind mod de høje fødevarepriser, som krigen havde medført. Nikolaj 2. befandt sig dog på daværende tidspunkt ikke i Sankt Petersborg, men opholdte sig i stedet i Tsarskoje Selo lidt syd for Sankt Petersborg, hvor han overvågede og administrerede den igangværende krig mod Japan. Ikke desto mindre åbnede zarens sikkerhedsstyrker bestående af kosakker ild mod den fremmødte menneskemængde, hvilket afstedkom, at mange blev dræbt – der er uenighed om antallet af dræbte, men det var formentlig mellem 100 og 400 mennesker. Denne begivenhed er senere blevet kendt som Den Blodige Søndag eller Den Røde Søndag.

### Den Russiske Revolution i 1905
Nedskydningen af menneskemængden i Sankt Petersborg medførte kraftige reaktioner i befolkningen, der siden er kaldet Den Russiske Revolution i 1905. Den udløste en bølge af politiske og sociale opstande, arbejdsnedlæggelser og strejker, bondeoprør og militærmytteri i hær og flåde samt dannelse af græsrodsforsamlinger og arbejderråd (sovjetter) i store dele af riget. Der var ingen formel og entydig leder af revolutionen, ligesom denne heller ikke havde et entydigt og klart defineret mål. Revolutionens vrede var dog primært rettet mod zaren, adelen og den herskende klasse i Det Russiske Kejserrige. I efteråret 1905 gik arbejderne i generalstrejke. Strejken blev organiseret af sovjetten (arbejderrådet) i Sankt Petersborg og krævede indførelse af en demokratisk republik i Rusland. Flere andre steder blev der ligekedes nedsat sovjetter, der ledte de revolutionære aktiviteter. Dele af Østersøprovinserne, blandt andet Estland faldt i oprørernes hænder, og opstanden blev godt modtaget i Finland.

## Konsekvenser
Til trods for revolutionen og de dertil hørende uroligheder lykkedes det zar Nikolaj 2. at fastholdte magten og tronen. Han var dog samtidig nødsaget til at give en række indrømmelser i forhold til en demokratisering af landet, hvor en række reformer blev vedtaget (udstedt i Oktobermanifestet). Disse reformer omfattede blandt andet etableringen af en parlamentarisk forsamling med rådgivende funktioner kaldet Statsdumaen, et flerpartisystem, en lempning af censuren og vedtagelse af den russiske forfatning af 1906.
På trods af folkelig deltagelse i Dumaen var parlamentet ude af stand til at udstede egne love og kom ofte i konflikt med Nikolaj 2. Således var Dumaens magt stærkt begrænset, og Nikolaj 2. bibeholdte den regerende magt i landet og var samtidig i stand til opløse Dumaen (noget Nikolaj 2. efterfølgende gjorde brug af flere gange).
For Finlands vedkommende betød opstanden, at zaren, der også var Finlands storfyrste, i 1906 måtte acceptere, at landet fik Europas mest demokratiske landdag. De finske kvinder var de første kvinder i Europa, der fik valgret til en parlamentarisk forsamling.